# Покровка (Туймазинський район)
Покро́вка (рос. Покровка, башк. Покровка) — присілок у складі Туймазинського району Башкортостану, Росія. Входить до складу Тюменяківської сільської ради.
Населення — 143 особи (2010; 123 у 2002).
Національний склад:
- росіяни — 90 %

У присілку народився Герой Радянського Союзу Йолкін Іван Сергійович (1924-1991).